# The Warlocks
Pour les articles homonymes, voir Warlock.
The Warlocks est un groupe de rock américain, originaire de Los Angeles, en Californie. Il est formé en 1999. Leur musique, caractérisée par des guitares produisant un mur du son en continu, évoque le rock psychédélique du Velvet Underground et de Spacemen 3.

## Biographie

### Origines et formation
Le groupe se forme en juillet 1998 à Los Angeles. Le nom du groupe reprend celui utilisé par les premières incarnations du Velvet Underground et de Grateful Dead,. La formation des Warlocks connaitra 19 membres différents. La formation actuelle se rassemble autour du leader Bobby Hecksher, de deux batteurs et de 4 guitaristes.
Bobby Hecksher a grandi du côté des marais de Tampa Bay, en Floride, passant la majeure partie de son temps dans les locaux de la station de radio que possède son grand-père et dans laquelle sa mère travaille comme secrétaire.
À 16 ans, sa famille déménage pour Los Angeles où Bobby trouve rapidement des âmes sœurs. Il répète avec Beck, jouant de la basse sur Stereopathetic Soul Manure, fréquente le club « Mad Hatter », joue occasionnellement avec Brian Jonestown Massacre tout en participant aux même soirées que Timothy Leary. Ces échanges culturels et créatifs amènent rapidement Bobby à former les Warlocks.

### Birdman et Mute
Un premier six titres va d'abord sortir, intitulé tout simplement The Warlocks (2000). Et comme ils en prendront ensuite l'habitude, on retrouvera ces titres distribués entre la version américaine et la version européenne du LP qui suivra, Rise and Fall. Ainsi, Song for Nico et Jam of the Warlocks (qui deviendra Jam of the Witches) apparaitront dans le tracklisting US, alors que Cocaine Blues, Caveman Rock, et Jam of the Zombies apparaitront eux dans le tracklisting européens. Leur LP qui suit donc, Rise and Fall (Bomp, 2001) aide à construire leur réputation de groupe de scène mais c'est avec leur album suivant Phoenix (publié sur plusieurs labels selon les continents Mute/City Rockers en Europe et Birdman aux États-Unis) qui les fait connaître au grand public, surtout grâce au single Shake the Dope Out.
Il existe deux éditions de l'album Rise and Fall : une US et une UK. Les couleurs y sont différentes, la liste de titres aussi, par l'ordre des chansons communes et par 3 chansons qui diffèrent d'un album à l'autre (les morceaux inédits de la version anglaise sont contenus dans l'EP The Warlocks).
En 2005, le groupe, dont la survie donne l'impression de se faire au jour le jour, sort un nouvel album Surgery. La tournée qui suit voit le départ de Corey Granet et les absences répétées de Laura Grigsby laisser planer le plus grand doute sur l'avenir du groupe.

### Autres albums
Les années après Surgery, le groupe, au nombre de quatre, tourne à l'international, puis sort l'album Heavy Deavy Skull Lover au label Tee Pee Records,. L'album est considéré plus sombre que ces prédécesseurs, le groupe tentant d'explorer une nouvelle direction musicale. Spin décrit l'album de « funéraire » et AllMusic d'« inégal »,.
Plus tard, Jenny Fraser sera remplacée par une nouvelle bassiste et JC Rees revient au sein du groupe désormais au nombre de cinq. Un cinquième album intitulé The Mirror Explodes est publié en France en mai 2009.
En 2011, les Warlocks sortent en version numérique la compilation de raretés Enter at Your Own Skull Unreleased Vol.1 via Bandcamp. Les ventes de ce disque sont destinées à produire leur nouvel album. Le 12 novembre 2013, le groupe sort son sixième album Skull Worship. Bobby Hecksher considère cet album comme la pièce finale de la trilogie entamée avec Heavy Deavy Skull Lover.
Le septième album studio, Songs from the Pale Eclipse, est annoncé le 2 septembre de la même année. Un single, Lonesome Bulldog, est publié en soutien à l'album en juin 2016.

## Membres

### Membres actuels
- Bobby Hecksher - chant, guitare
- JC Rees - guitare
- Earl v. Miller - guitare
- Jason "plucky" Anchondo - batterie
- Christopher Di Pino - basse

### Anciens membres
- Ryan McBride – guitare[11]
- Bob Mustachio – batterie[11]
- Suzanne Jana Risher – basse
- Mimi Sato – basse
- Bobby Martine – basse[15]
- Jenny Fraser – basse[11]
- Corey Lee Granet – guitare, piano[11]
- Jeff Levitz – guitare, lap steel, sitar
- Jen Chiba – basse[16]
- Caleb Sweazy – basse, guitare acoustique
- Laura Grigsby – orgue, tambourine[11]
- George Serrano – batterie[11]
- Hunter Crowley – batterie
- Bobby Tamkin – batterie
- Anton Newcombe – batterie
- Theresa Saso – batterie
- Danny Hole – batterie

## Discographie

### Albums studio
- 2000 : Rise and Fall (Bomp)
- 2002 : Phoenix (version US chez Birdman en 2002, version UK chez Mute en juillet 2003)
- 2005 : Surgery (Mute Records)
- 2007 : Heavy Deavy Skull Lover (Tee Pee Records)
- 2009 : The Mirror Explodes (Tee Pee Records)
- 2013 : Skull Worship (Zap Banana / Cargo)
- 2016 : Songs from the Pale Eclipse (Cleopatra Records)
- 2019 : Mean Machine Music (Cleopatra Records)
- 2020 : The Chain (Cleopatra Records)
- 2023 : In Between Sad (Cleopatra Records)
- 2025 : The Manic Excessive Sounds Of (Cleopatra Records)

### EP
- 2000 : The Warlocks (Bomp)
- 2002 : Phoenix EP (Birdman)

### Compilations et inédits
- 2010 : Rise and Fall: EP and Rarities (Zap Banana/Cargo Records, sortie le 25 octobre  ; réédition de la version américaine de Rise and Fall, contenant le premier EP ainsi que des inédits)

### Singles
- 2002 : Baby Blue/Diluaded (7" single)
- 2003 : Shake the Dope Out (Mute)
- 2005 : Come Save Us (Mute)